# 康仁
康仁（1961年—），甘肃会宁人，汉族，中华人民共和国政治人物、第十二届全国人民代表大会甘肃地区代表。
加入中国共产党。2013年，担任全国人大代表。